# Regione dei Tigrè
La regione del Tigrè (altrimenti nota come Tigrai o Tigray) è la più settentrionale delle dieci regioni (kililoč) dell'Etiopia. È popolata principalmente da persone di etnia tigrè e tigrina. Precedentemente era nota come Regione 1. Il suo capoluogo è Macallè (in tigrino መቐለ, Mäqälle).
Ha una superficie di 50 286 km² e conta 7 070 260 abitanti.
Il Tigrè confina a nord con l'Eritrea, a ovest con il Sudan, a est con la regione degli Afar e a sud con la regione degli Amara. Oltre a Macallè, altri grandi villaggi e città nel Tigrè includono Abbi Addi, Adigrat, Adua, Axum, Humera, Inda Selassie, Quoram, Alamata, Mai Ceu, Ugorò e Zalambessa.

## Storia
Nel 1895 in seguito all'arrivo dell'esercito italiano nel Tigrè dalla vicina colonia di Eritrea scoppiò la cosiddetta Guerra di Abissinia, la prima guerra tra Etiopia e Italia. Nel 1935, allo scoppio della Guerra d'Etiopia, il Tigrè è uno dei primi territori invasi dall'Italia. Appena conquistato, il generale Emilio De Bono emise un bando dichiarando l'abolizione della schiavitù e la liberazione di tutti gli schiavi (14 ottobre 1935).
Nel 1998, scoppiò una guerra tra l'Eritrea e l'Etiopia, centrata su una porzione di territorio che apparteneva alla regione del Tigrè e includeva il villaggio di Badammè. Dopo una risoluzione delle Nazioni Unite del 2002, molte di queste terre vennero assegnate all'Eritrea.
Tra il 3 novembre 2020 e il 3 novembre 2022 si è combattuta la guerra del Tigrè, un conflitto tra le forze del Fronte Popolare di Liberazione del Tigrè e quelle del Governo Federale Etiope, guidato dal primo ministro Abiy Ahmed Ali. Il 2 novembre 2022, il governo etiope e i leader del Tigrè, hanno firmato un accordo di pace a Pretoria in Sudafrica, con l'Unione Africana come mediatrice fra le parti, entrato in vigore il giorno successivo in occasione del secondo anniversario della guerra.
Nel giugno 2023 un rapporto di Human Rights Watch denunciava tutta una serie di crimini di guerra e crimini contro l'umanità, perpetrate dalle forze della regione Ahmara, volte ad attuare una pulizia etnica nella zona contesa del Tigré occidentale, a danno delle popolazioni tigrine.
Al febbraio del 2024, ad oltre un anno dalla firma del cessate il fuoco, il governo regionale del Tigray non ha ancora smobilitato gli otre 270.000 combattenti, come non è ancora stato indetto il referendum per decidere l'assetto amministrativo della regione del Tigray occidentale, al momento controllato dalle forze della regione Amhara, con cui è conteso.

## Società

### Evoluzione demografica

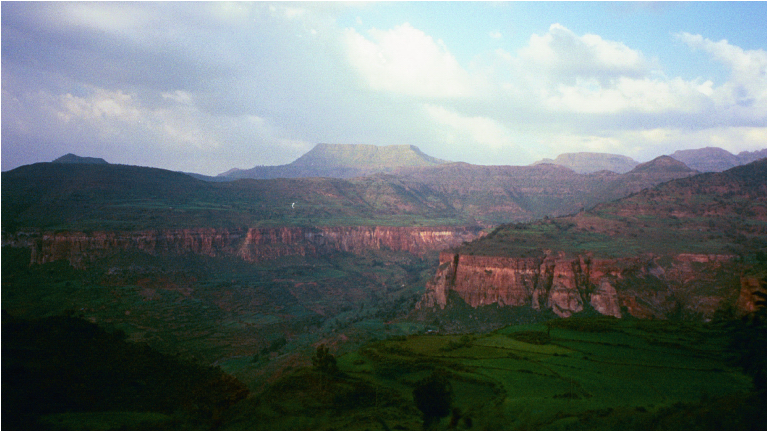
Una gola ad ovest di Adigrat nel Tigrè settentrionale

Il 96% della popolazione è di cristiani ortodossi, il resto musulmano. Nello stato predomina l'etnia tigrina, pari a circa il 94,98% della popolazione, mentre il 2,6% è di etnia amarica, 0,7% irob (cioè Saho), e lo 0,05% kunama. La lingua utilizzata nei luoghi di lavoro e documenti pubblici è il tigrino.

## Geografia antropica

### Suddivisioni amministrative
La regione è divisa nelle seguenti sette zone amministrative:
- Centrale
- Mekelle
- Meridionale
- Nord occidentale
- Occidentale
- Orientale
- Sud orientale

## Agricoltura

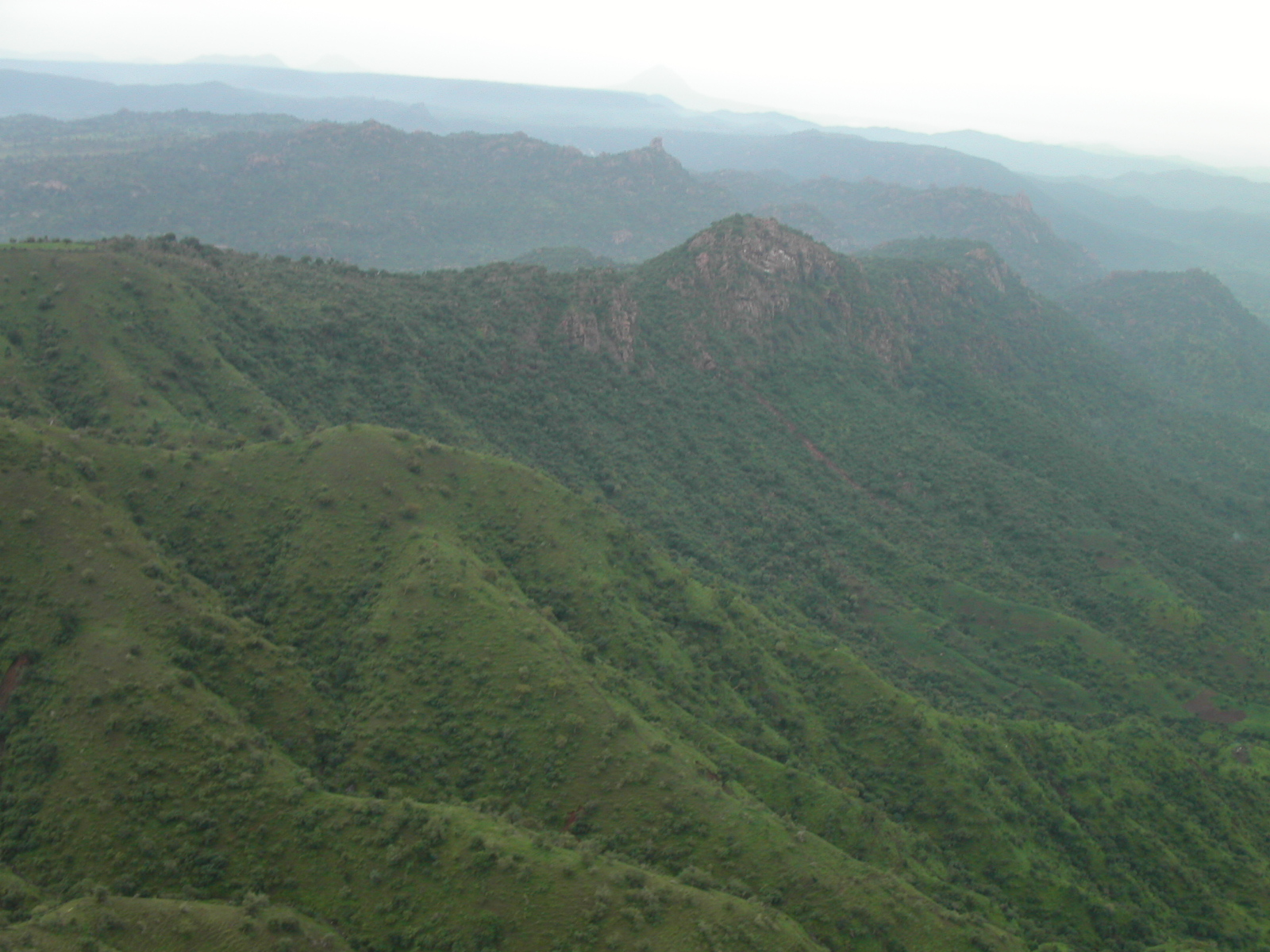
La nebbia che vela le montagne vicino a Inda Selassie nel Tigrè occidentale

La CSA (Central Statistical Agency nazionale) stimava nel 2005 che gli agricoltori del Tigrè possedessero circa 2 713 750 capi bovini (circa il 7% dei bovini etiopici totali), 72 640 pecore (0,42%), 208 970 capre (1,61%), 1 200 cavalli (meno dello 0,1%), 9 190 muli (6,24%), 386 600 asini (15,43%), 32 650 cammelli (7,15%), 3 180 240 capi di pollame di ogni specie (10,3%).

### Terrazzamenti e costruzione di dighe[11]
Un aspetto particolare dei lavori agricoli nel Tigrè dopo la fine della guerra civile del 1991 fu minimizzare i problemi della siccità. Il Tigrè era un tempo coperto di foreste e aveva un microclima che favoriva le piogge. Successivamente le foreste furono abbattute, generalmente per impoverire la popolazione durante le guerre. Conseguentemente, il Tigrè era un paese raggiunto da una discreta quantità di precipitazioni durante la stagione delle piogge, da agosto a settembre, ma perdeva rapidamente queste acque che scorrevano a valle. Nel processo veniva eroso anche il suolo fertile dei campi, che portato a valle dava il caratteristico colore al Nilo Azzurro. Dopo alcune settimane di pioggia la campagna era nuovamente inaridita.
Terrazzamenti
Il nuovo governo intraprese due progetti nel Tigrè. Il primo era la costruzione di terrazzamenti. In accordo con le comunità locali, gli abitanti dei villaggi terrazzarono i campi fino alle cime delle montagne alte fino a 2.500 metri. L'obiettivo era evitare che le precipitazioni scorressero via immediatamente cosicché potessero essere trattenute per la stagione agricola. Sulle terrazze più alte si piantarono alberi, soprattutto l'eucalipto che è l'albero dominante in Etiopia ed è originario dell'Australia. Queste piante dovevano creare un nuovo microclima.
Il metodo di terrazzamento era molto semplice, ma richiedeva una buona organizzazione. Lungo posizioni idonee nei campi gli abitanti dei villaggi costruirono muri a secco, utilizzando le pietre che l'erosione aveva portato alla luce. Le piogge, inoltre, erodendo il terreno formavano colate di fango che veniva trattenuto dai muri, poi alzati ulteriormente con le altre pietre messe gradualmente allo scoperto, creando anno dopo anno nuovo terreno terrazzato coltivabile.
Lo straordinario risultato del Tigrè fu la dimensione dell'operazione. Dopo quattro o cinque anni dall'inizio del progetto, quasi tutto il Tigrè, con una superficie di un sesto di quella italiana, fu terrazzato.
Dighe
Il secondo progetto consisteva nella costruzione di nuovi bacini idrici. La diga necessaria per creare questi bacini è tipicamente un terrapieno lungo decine o centinaia di metri, da una parte all'altra di una vallata, e alto 10 o 12 metri. Un'opera come questa richiedeva mesi di lavoro, in cui la gente portava la terra in cesti caricati sulla testa, addirittura senza usare i muli. Generalmente 2.000-3.000 persone - uomini, donne e bambini – trasportavano la terra alla diga in semplici cesti.

## Monumenti e luoghi d'interesse
Una caratteristica distintiva del Tigrè sono le sue chiese scavate nella roccia. Simili nella loro costruzione a quelle di Lalibela, queste chiese possono essere trovate in quattro o cinque assembramenti - Gheralta, Takatisfi, Atsbi e Tembien - cui si aggiunge la località di Wukro. Alcune delle chiese sono considerate addirittura più antiche di quelle di Lalibela, forse risalenti all'VIII secolo. 
In gran parte monolitiche, con progetti che sembrano in parte ispirati dall'architettura classica, si trovano spesso sulla cima di faraglioni oppure colline molto scoscese, per ragioni storiche di protezione durante gli assedi. Per esempio, l'antico monastero tigrino di Debra Damo è accessibile soltanto inerpicandosi con una corda lunga 25 metri sulla parete verticale di una cima di nuda roccia.

## Presidenti del Comitato Esecutivo
- Gebru Asrat (TPLF) 1992 - 2001
- Tsegay Berhe (TPLF) 2001 - 2010
- Abay Weldu (TPLF) 2010 - 2018
- Debretsion Gebremichael (TPLF) 2018 -

(Questa lista si basa su informazioni ricavate dal Worldstatesmen.org.)